# 赤羽自然観察公園

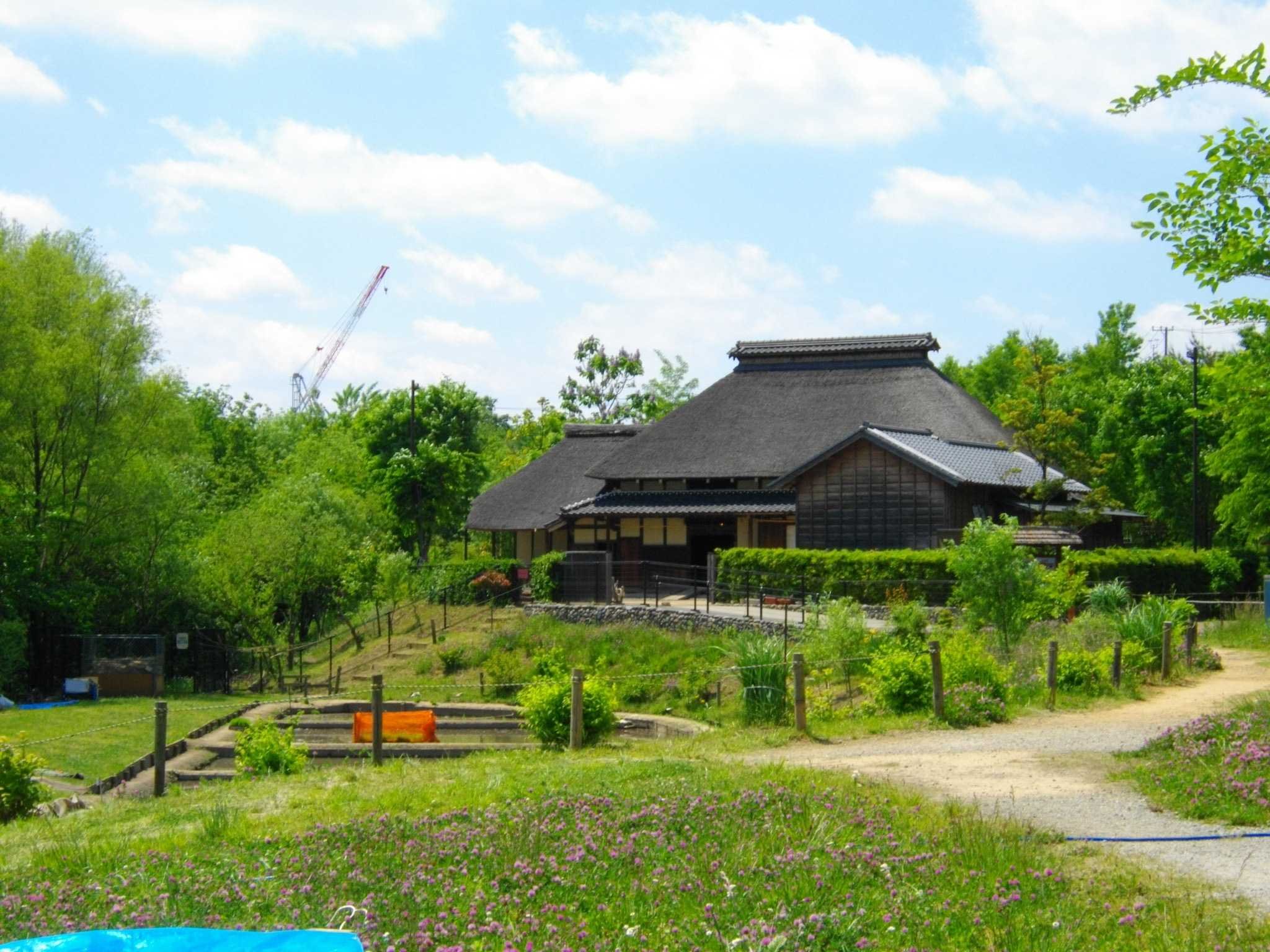
赤羽自然観察公園

赤羽自然観察公園（あかばねしぜんかんさつこうえん）は、東京都北区赤羽西5丁目にある北区立の公園である。

## 歴史
陸上自衛隊十条駐屯地赤羽分屯地跡地の一部を公園として整備し1999年4月1日に開園したものである。公園内には湧水があり、これらを生かし、かつてこの近辺で見られた本来の自然を復元し、公園の名前のとおり自然を身近に観察できかつ触れられるように整備されている。入園料は無料。
都市計画86号線道路計画が成立すると赤羽スポーツの森公園と分断される｡

### 車両基地計画
当公園用地は、1973年（昭和48年）当時に営団地下鉄（現・東京地下鉄）南北線（当時は路線名称決定前で、単に「地下鉄7号線」と呼ばれていた）の車両基地が計画されていた。車両基地は地下2層構造で、地上部には車両搬入口、油庫、換気口などを整備し、残りは覆土して住民への公園・避難場所とすることが計画されていた。しかし、周辺住民の激しい反対運動が展開され、営団地下鉄は車両基地計画を断念し、本地区は自然公園として整備されることとなった。

## 施設
- どんぐりの森
- 田んぼ
- 湧水 - 東京の名湧水のひとつにも選ばれている。
- デイキャンプ場 - バーベキューも可能。利用に関しては問い合わせが必要。
- 多目的広場 - 利用に関しては問い合わせが必要。
- 平和の森
- 北区ふるさと農家体験館  - 江戸時代に北区内の浮間にあった古民家・松沢家を移築したもの。2005年公開。北区指定の有形文化財。
- 駐車場 - バーベキュー利用者は1グループ1台まで可能。事前に公園事務所に問い合わせが必要。

面積:54,020m2

### 開園時間
4月から9月まで:午前8時から午後6時まで。10月から3月まで:午前8時から午後4時30分まで。いずれも入園は閉園時間の30分前まで。休園日はなし。

## アクセス
- 赤羽駅西口より徒歩13分。都営三田線本蓮沼駅より徒歩13分。他に、赤羽駅などよりバス（国際興業バス）赤羽自然観察公園下車すぐ。